# Henry Gunther
Henry Nicholas Gunther, né le 6 juin 1895 à Baltimore aux États-Unis et mort au combat le 11 novembre 1918 à Chaumont-devant-Damvillers en France, est un soldat américain qui a combattu durant la Première Guerre mondiale. Il est le dernier soldat américain mort pendant la guerre et est aussi considéré comme le dernier militaire tué durant ce conflit.

## Sur le front

### Départ et affectation à la guerre
Germano-Américain né le 5 juin 1895 à Baltimore, il est employé de banque avant son incorporation et n’a pas trop envie d’aller se battre en Europe. Il débarque néanmoins en juillet 1918 en France. 
Affecté au 313e bataillon de la 79e division d'infanterie de l'United States Army, il critique l’Armée et reçoit un blâme. Le 313e d’infanterie a pris position à Chaumont-devant-Damvillers (Meuse). Le 11 novembre 1918, les Américains ont été informés qu’à 11 heures, la guerre serait finie.

### Mort
Les Allemands, qui occupent une position à proximité, voient surgir du brouillard deux soldats américains baïonnettes au canon. Les Allemands tirent au-dessus de leurs têtes, les soldats se couchent sur le sol. Henry Gunther se relève et continue à avancer. Il est abattu de cinq balles de mitrailleuse. Il est 10 h 59 soit une minute avant l'armistice,,. Le général Pershing, dans son ordre du jour du 11 novembre 1918 annonçant l'armistice, le notifie comme le dernier soldat américain tué sur le sol français. Il est promu sergent à titre posthume et la Distinguished Service Cross lui est décernée ; son corps est rapatrié à Baltimore en 1923.

## Documents et commémorations
Un roman, 10 h 59 de l'écrivain Roger Faindt publié en 2009 retrace les destins croisés de Henry Gunther et de deux autres soldats français et américain. Un film long métrage 10 h 59, est adapté du roman,. L'auteur publie en 2014 un second roman sur le sujet, Le Dernier Soldat.
Le secrétaire d’État aux Anciens Combattants, Jean-Marie Bockel, et le président du conseil général du département de la Meuse, Christian Namy, ont inauguré le 24 septembre 2008 à Chaumont-devant-Damvillers un monument dressé en hommage au dernier Américain tué pendant la Première Guerre mondiale,.

## Culture populaire
- Roger Faindt, Le Dernier Soldat, Sayat, De Borée, 5 septembre 2014, 312 p. (ISBN 978-2-8129-1214-6)